# 멜랑콜리아 I

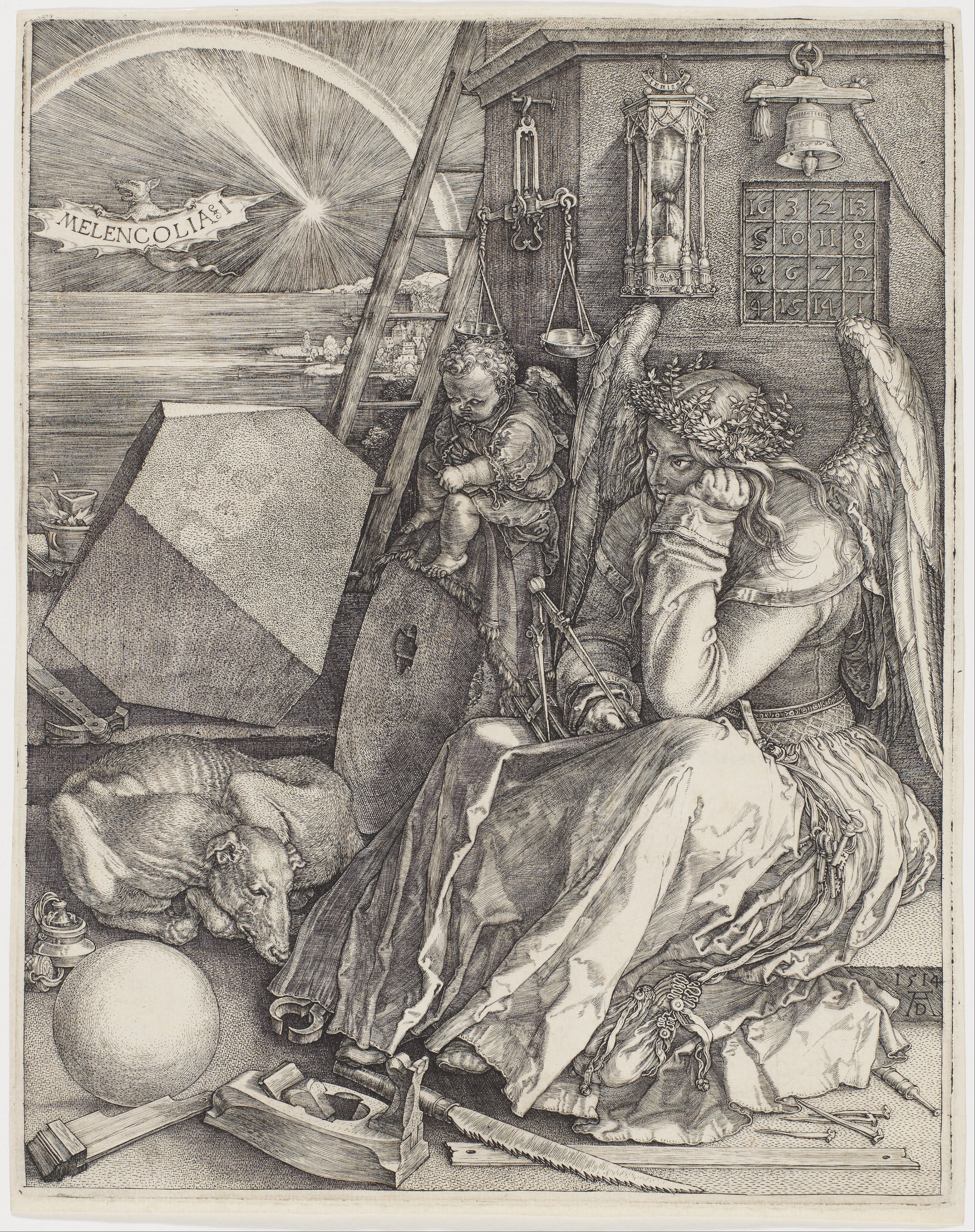
멜랑콜리아 I

멜랑콜리아 I, 독일어로는 멜렌콜리아 I(Melencolia I)은 알브레히트 뒤러가 그린 인그레이빙 판화이다.